# Xã Coleman, Quận Washington, Kansas
Xã Coleman (tiếng Anh: Coleman Township) là một xã thuộc quận Washington, tiểu bang Kansas, Hoa Kỳ. Năm 2010, dân số của xã này là 63 người.